# 上月麻未
上月 麻未（こうづき まみ）は、日本の女性ナレーター。東京都出身。話芸写所属。話芸写にて「語り」と「ナレーション」の指導を行っている。

## 出演作品

### TV
- (株)タカラ「エアロビー」英語VP翻訳及びナレーション
- (財)東京都公園協会企画「東京の川」
- (社)日本乾電池工業会監修教育用ビデオ「電池のはなし」
- 「2006年ドイツFIFAワールドカップ」
- 「アスカコーポレーション」
- 「フォーマルクライン」
- 「金ROM」シリーズ
- 「世界遺産への旅」
- au 「LISMO！」
- capsuleアルバム『Cutie Cinema Replay』「Music Controller」楽曲内NA (Yamaha Music)
- CX「新春ドラマスペシャル　ウォーターボーイズ！総集編」
- NHK BS2「テントでセッション」
- NHK BS2「衛星アニメ劇場　にんじん」アガットの声
- NHK「じいじといた夏」
- NHK「子どもの四季」
- NHKBS・ハイビジョン「イングリッシュガーデン」
- NHK教育「ふたりはお年ごろ」「ワンだー・エディ」
- TBSハイヴィジョン「桐野夏生　”玉欄”」
- TV朝日「政治家たちの食卓」
- TV東京「女と愛とミステリー」
- WOWOW「フレンズ」
- アルテ社designシリーズ
- キングレコード酒井法子のビデオ昔話　英語NA
- コーセー化粧品メイクアップ
- スキー場「おんたけ2240」場内放送
- スコッチ・ブライトCM
- テレビ静岡「テレビ寺子屋」
- テレビ朝日「ダ・ヴィンチの予言」
- テレビ朝日土曜ワイド劇場「ぽっかや」
- フジテレビ「めざにゅ～」
- 介助サービス研修ビデオ
- 厚生省年金受給者のための16mmフィルム「風の画廊」
- 市町村役場設置コンピュータ健康チェック
- 自動車博物館
- 首都高速道路公団「'CUBE'浮島 エボリューションマスター」
- 小学校の理科「体の秘密を探れ!!～君にわかるかな～「人や動物の体」
- 中学生スポーツ指導DVD「バレーボール編」
- 中学生英語教科書教材CD
- 東京消防庁災害時支援ボランティア募集広報ビデオ
- 東京都建設局 「河川事業」VP・音声警報
- 東京都清掃局VP(レポーター・ナレーター）
- 東大図書館コンテンツ(日・英)
- 乳がんの自己検診～ブレストケアグラブ～
- 苗場スキー場
- 宝くじドリームジャンボ絵本(全国心身障害児福祉財団制作)
- 味の素CM
- 住友Gr.、セキスイハウス、東芝等企業(日・英)　ほか多数

### 朗読
- au携帯サイト『声の図書館』文学朗読 　
  - 「源おぢ」国木田独歩
  - 「煙管」「女」「影」「奉教人の死」芥川龍之介

### ラジオ
- ニッポン放送「スーパーステーション 」= 北川智繪 私の中の言葉達
- ニッポン放送「今仁哲夫のグットモーニングニッポン」（お天気レポーター'晴々キャスターズ')
- 東北放送40周年記念ラジオドラマ「真夜中の公園」
- かわさき市民放送「昼下がりの語り」
- エフエム山形「JALマイ・フェイバレット・ソング」

### 通訳
- 絵本作家ディックブルーナー氏来日時各地公演活動通訳

### MC
- 各種学会アナウンス(日・英)、各種コンサート

### 講師
- 各種声優学校・養成所など

### ガイダンス
- 国立国会図書館国際子ども図書館

### インタビュー
- (財)川崎市生涯学習振興事業団発行小誌「Stage up」 誌上インタヴュアー